# Big Air
Big Air er en freestyle-ski- og snowboard-disciplin. Big Air består kun af én feature nemlig et stort hop - i modsætning til Slopestyle, som består af flere features herunder en blanding af rails og hop. Deltagerne har typisk tre eller flere runs hvoraf de to bedste scores lægges sammen til den endelige score (som ofte lægger på en skala enten 0-100 eller 0-200). De vurderes af dommere, som giver point på baggrund af stil og sværhedsgrad - her er der bl.a. fokus på antal rotationer, antal flips samt grabs.

Et Big Air-hop kan både være placeret på et naturligt bjerg eller på et stillads. Et Big Air-hop består af følgende elementer:
- Inrun, som er nedkørslen til kickeren
- Kickeren, som er selve flyvhoppet
- Table, som er stykket mellem kickeren og landingen
- Landing

Data for Big Air-setup ved Vinter-OL 2022:
Længde og hældning på Inrun: 85 m / 30°
Længde på Table: 20 m
Højde på Kicker: 5 m
Hældning på Landing: 	38°

Big Air har i mange år været på programmet i X-Games og har siden 2018 været en del af det olympiske snowboardprogram. I 2022 blev Ski Big Air også en del af det olympiske program.

## Olympiske mestre

### 2018
|                    | Guld              | Guld   | Sølv           | Sølv   | Bronze               | Bronze |
| ------------------ | ----------------- | ------ | -------------- | ------ | -------------------- | ------ |
| Snowboard, Mænd    | Sebastien Toutant | 174,25 | Kyle Mack      | 168,75 | Billy Morgan         | 168,00 |
| Snowboard, Kvinder | Anna Gasser       | 185,00 | Jamie Anderson | 177,25 | Zoi Sadowski-Synnott | 157,50 |

### 2022
|                                                                         | Guld        | Guld   | Sølv                 | Sølv   | Bronze           | Bronze |
| ----------------------------------------------------------------------- | ----------- | ------ | -------------------- | ------ | ---------------- | ------ |
| Ski, Mænd detaljer Arkiveret 6. marts 2022 hos Wayback Machine          | Birk Ruud   | 187,75 | Colby Stevenson      | 183,00 | Henrik Harlaut   | 181,00 |
| Ski, Kvinder detaljer Arkiveret 19. februar 2022 hos Wayback Machine    | Eileen Gu   | 188,25 | Tess Ledeux          | 177,50 | Mathilde Gremaud | 182,50 |
| Snowboard, Mænd detaljer Arkiveret 17. marts 2022 hos Wayback Machine   | Su Yiming   | 182,50 | Mons Røisland        | 171,75 | Max Parrot       | 170,25 |
| Snowboard, Kvinder detaljer Arkiveret 1. marts 2022 hos Wayback Machine | Anna Gasser | 185,50 | Zoi Sadowski-Synnott | 177,00 | Kokomo Murase    | 171,50 |